# Alpina B10
Alpina B10 war die Bezeichnung für mehrere von 1985 bis 2003 in Kleinserie gebaute Pkw-Modelle des deutschen Automobilherstellers Alpina in der oberen Mittelklasse und Oberklasse. Alle Autos basierten auf den damaligen BMW-Modellen der 5er und 6er-Reihe und erhielten, wie bei Alpina üblich, ihre eigene Modellnummer.
Das zweite Modell erschien 1988, das dritte Modell 1998. Ab Februar 2005 wurde der Nachfolger Alpina B5 auf Basis des BMW E60/E61 produziert.

## Erste Generation
1985 brachte Alpina den B10 3,5 auf Basis des BMW 535i (E28) und das B10 3,5 Coupé auf Basis des BMW 635 CSi (E24) auf den Markt. Das B10 3,5 Coupé war die einzige Version des B10, der nicht auf einem BMW der 5er-Reihe basierte.
Der 3,5-Liter-Sechszylinder-Motor wurde bearbeitet und seine Leistung von 160 kW auf 192 kW gesteigert. Es wurden nur 77 Exemplare des B10 3,5 und 44 Exemplare des B10 3,5 Coupé produziert. Eine geplante Nachfolge-Version des B10 3,5 Coupé mit Katalysator wurde nie gebaut.

### Technische Daten
| Modell                     | B10 3,5                             | B10 3,5 Coupé                       |
| -------------------------- | ----------------------------------- | ----------------------------------- |
| Plattform                  | BMW 535i E28                        | BMW 635 CSi E24                     |
| Produktionszeitraum        | 7/1985–12/1987                      | 7/1985–6/1987                       |
| Hubraum                    | 3430 cm³                            | 3430 cm³                            |
| Zylinder/Bauart            | R6                                  | R6                                  |
| max. Leistung bei min−1    | 192 kW (261 PS) bei 5700            | 192 kW (261 PS) bei 5700            |
| max. Drehmoment bei min−1  | 346 Nm bei 4000                     | 346 Nm bei 4000                     |
| Getriebe                   | 5-Gang-Schaltgetriebe               | 5-Gang-Schaltgetriebe               |
| Getriebe, optional         | Sportgetriebe oder 4-Gang-Automatik | Sportgetriebe oder 4-Gang-Automatik |
| Beschleunigung, 0–100 km/h | 6,4 s                               | 6,4 s                               |
| Höchstgeschwindigkeit      | 250 km/h (245 km/h) (1)             | 250 km/h (245 km/h) (1)             |
| Stückzahlen                | 77                                  | 44                                  |

## Zweite Generation
Die zweite Generation des Alpina B10 basierte auf dem BMW E34, je nach Motorversion auf dem BMW 525ix, 535i oder 540i. Von 1988 bis 1996 wurden 1215 Exemplare als Limousine und Touring-Version gebaut.
Es gab den Wagen in fünf Versionen.

### B10 3,5/1
Zum Zeitpunkt der Markteinführung war dies die einzige erhältliche Version des B10. Der 3,5-Liter-Reihensechszylinder des BMW 535i wurde überarbeitet und leistete statt 155 kW (211 PS) nun 187 kW (254 PS). 1992 wurde die Produktion nach 572 Exemplaren eingestellt.

### B10 Biturbo
Der Motor der damals leistungsstärksten Serienlimousine der Welt stammte ebenfalls aus dem BMW 535i und hatte 2 Garrett-T25-Turbolader. Hierdurch stieg die Leistung von 155 kW (211 PS) auf 265 kW (360 PS). 507 Fahrzeuge wurden von August 1989 bis März 1994 produziert.

### B10 4,0
Im April 1993 brachte Alpina den ersten B10 mit einem Achtzylinder-Motor auf den Markt. Hierzu wurde der Motor des BMW 540i modifiziert, die Leistung wurde von 210 kW (286 PS) auf 232 kW (315 PS) gesteigert. 45 Exemplare liefen bis August 1995 vom Band.

### B10 3,0 Allrad
Diese Version basierte auf dem BMW 525ix, ab Oktober 1993 wurden 64 Exemplare produziert. Der Hubraum des Reihen-Sechszylinders mit Einzel-VANOS und Vierventil-Technologie wurde von 2,5 Liter auf 3,0 Liter erhöht, und die Leistung wurde mittels eines anderen Motormanagements von 141 kW (192 PS) auf 170 kW (231 PS) gesteigert.

### B10 4,6
Dieses Modell ersetzte ab März 1994 den B10 Biturbo. Der Motorblock des BMW 540i wurde aufgebohrt, um einen Hubraum von 4,6 Litern zu erreichen. Mit 250 kW (340 PS) lag die Leistung knapp unterhalb des B10 Bi-Turbo, es wurden 27 Fahrzeuge produziert.

### Technische Daten
| Modell                     | B10 3,5 / 1     | B10 Biturbo     | B10 3,0 Allrad [Touring] | B10 4,0 [Touring]   | B10 4,6 [Touring]     |
| -------------------------- | --------------- | --------------- | ------------------------ | ------------------- | --------------------- |
| Plattform                  | BMW 535i E34    | BMW 535i E34    | BMW 525ix E34            | BMW 540i E34        | BMW 540i E34          |
| Produktionszeitraum        | 4/1988–12/1992  | 8/1989–3/1994   | 10/1993–5/1996           | 4/1993–8/1995       | 3/1994–4/1996         |
| Hubraum                    | 3430 cm³        | 3430 cm³        | 2997 cm³                 | 3982 cm³            | 4619 cm³              |
| Zylinder/Bauart            | R6              | R6              | R6                       | V8                  | V8                    |
| Leistung                   | 187 kW (254 PS) | 265 kW (360 PS) | 170 kW (231 PS)          | 232 kW (315 PS)     | 250 kW (340 PS)       |
| Drehmoment                 | 325 Nm          | 520 Nm          | 312 Nm                   | 410 Nm              | 480 Nm                |
| Beschleunigung, 0–100 km/h | 6,4 s           | 5,6 s           | 7,9 s [8,4 s]            | 6,5 s [6,7 s]       | 6,1 s [6,2 s]         |
| Höchstgeschwindigkeit      | 250 km/h        | über 290 km/h   | 235 km/h [230 km/h]      | 268 km/h [263 km/h] | >275 km/h [>270 km/h] |

- Werte in [ ]: Touring-Modelle

## Dritte Generation

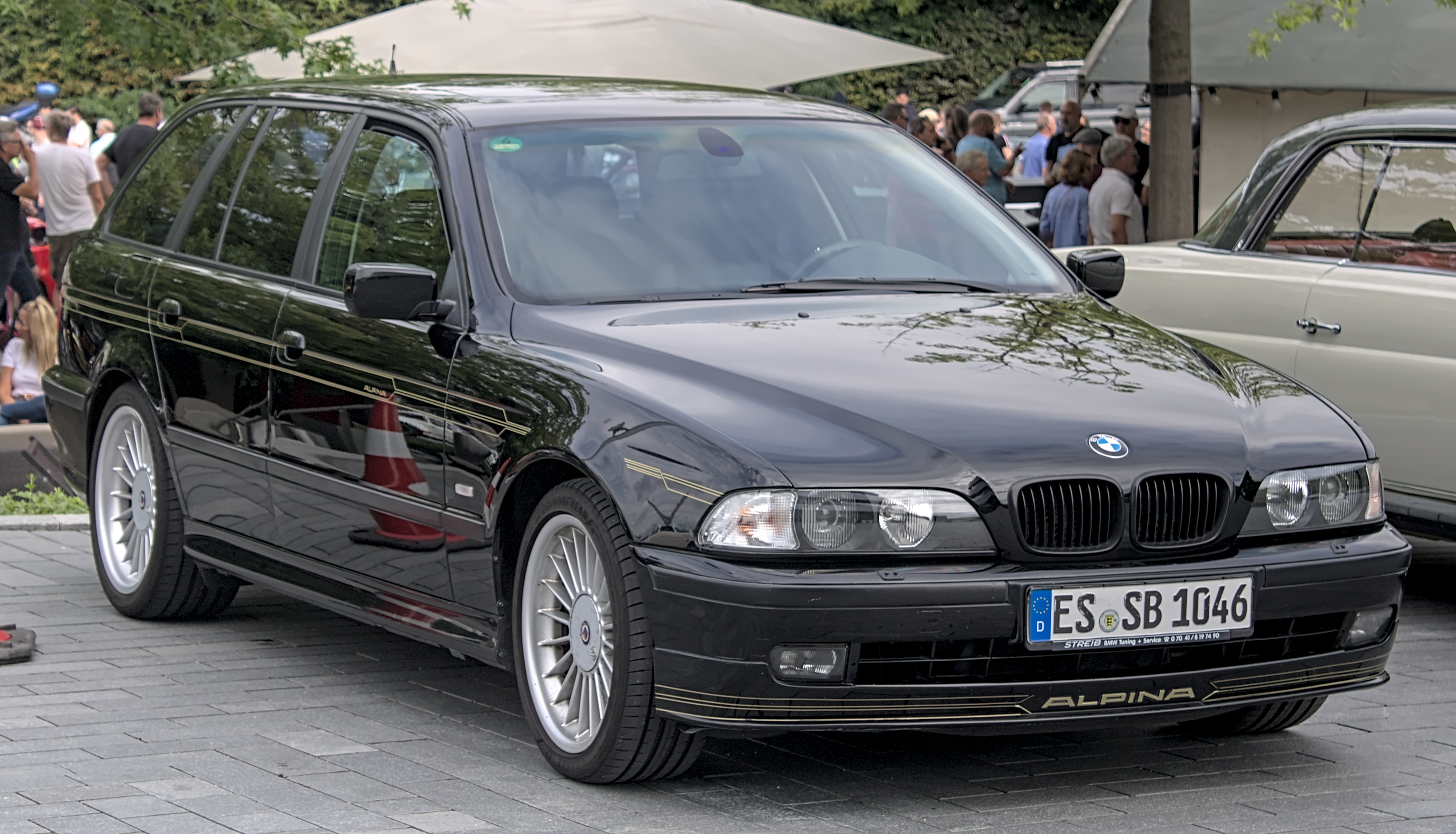
Alpina B10 V8 Touring

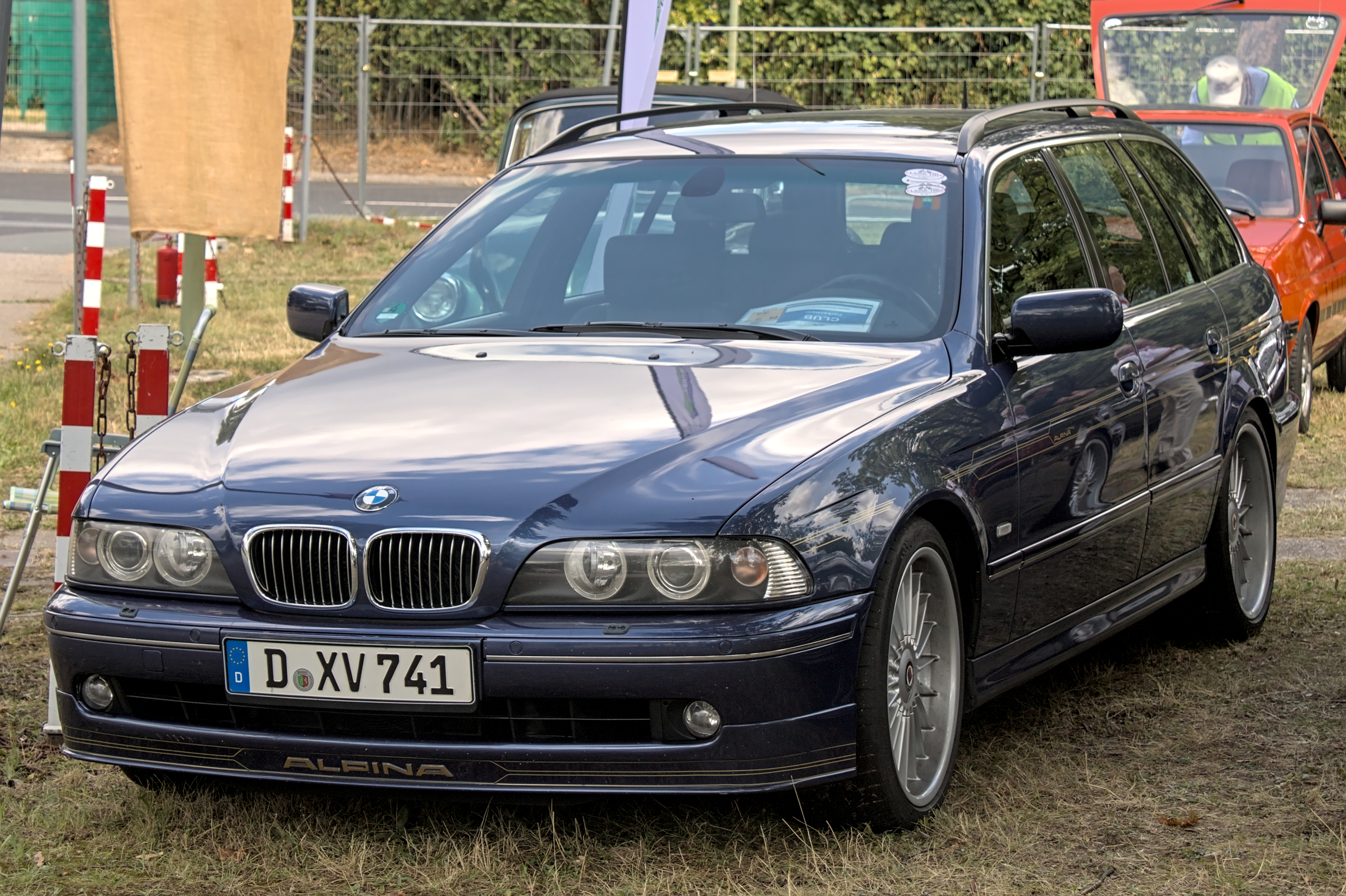
Alpina B10 V8 S Touring

Die dritte Generation des Alpina B10 wurde als Limousine und Touring auf Basis des BMW E39 von Januar 1997 bis Oktober 2003 gebaut.
Im Februar 2000 stellte Alpina den Alpina D10 vor, das erste von Alpina produzierte Sechszylinder-Diesel-Modell auf Basis des B10. Der Motor, ein 3,0-Liter-Biturbo mit 180 kW (245 PS) und 500 Nm Drehmoment basierte auf dem Motor des BMW 530d.

### Motor
Die dritte Modellgeneration des B10 wurde sowohl mit Reihensechszylinder- als auch mit V8-Motoren gebaut.
Die Sechszylindermotoren mit 3,2 und 3,3 Liter Hubraum basierten auf dem Motor des BMW E36 M3 US (S52B32). Beim 3,3-Liter-Motor wurde eine geänderte Kurbelwelle mit mehr Hub verwendet, was einen Hubraumzuwachs auf 3298 cm³ ermöglichte. Dazu wurde der Zylinderkopf bearbeitet und andere Kolben und Nockenwellen verwendet. Ein modifiziertes Ansaugsystem ermöglichte einen höheren Luft-Durchsatz, außerdem verfügten die Fahrzeuge über eine Edelstahlauspuffanlage (Alpina-Bosal) mit Metall-Katalysatoren. Das Motormanagement wurde komplett überarbeitet, was die Leistung auf 206 kW (280 PS) steigerte.
Die beiden V8-Motoren mit 4,6 (B10 V8) und 4,8 Liter Hubraum (B10 V8 S) stammen aus dem BMW 540i. Auch hier wurde durch Aufbohren des Motorblocks ein größerer Hubraum erreicht, was gemeinsam mit anderen Modifikationen die Leistung auf 250 kW (340 PS), nachher 255 kW (347 PS) beim 4,6-Liter-Motor und 276 kW (375 PS) beim 4,8-Liter-Motor steigerte.

### Fahrwerk und Bremsen
Das Fahrwerk wurde überarbeitet, hierzu wurde das Fahrzeug mit geänderten Federn tiefer gelegt und mit Stoßdämpfern von Sachs straffer abgestimmt. Die Bremsanlage wurde von einem BMW E39 mit V8-Motor, später vom E39-Facelift-Modell übernommen.
Das V8S Modell hat an der Vorderachse eine blau lackierte 4-Kolben Brembo Festsattelbremsanlage aus Aluminium, mit gelochten 360 mm × 34 mm Bremsscheiben verbaut.

### Technische Daten
| Modell                            | B10 3,2 [Touring]             | B10 3,3 [Touring]             | B10 V8 [Touring]              | B10 V8 [Touring]              | B10 V8 [Touring]              | B10 V8 S [Touring]            |
| --------------------------------- | ----------------------------- | ----------------------------- | ----------------------------- | ----------------------------- | ----------------------------- | ----------------------------- |
| Plattform                         | BMW 528i E39                  | BMW 528i E39, BMW 530i E39    | BMW 540i E39                  | BMW 540i E39                  | BMW 540i E39                  | BMW 540i E39                  |
| Produktionszeitraum               | 8/1997–12/1998                | 2/1999–10/2003                | 1/1997–10/1998                | 10/1998–8/2000                | 9/2000–9/2002                 | 1/2002–5/2004                 |
| Hubraum                           | 3152 cm³                      | 3298 cm³                      | 4619 cm³                      | 4619 cm³                      | 4619 cm³                      | 4837 cm³                      |
| Zylinder/Bauart                   | R6                            | R6                            | V8                            | V8                            | V8                            | V8                            |
| Leistung                          | 191 kW (260 PS) bei 5900/min  | 206 kW (280 PS) bei 6200/min  | 250 kW (340 PS)               | 255 kW (347 PS)               | 255 kW (347 PS)               | 276 kW (375 PS)               |
| Drehmoment                        | 330 Nm bei 4300/min           | 335 Nm bei 4500/min           | 470 Nm                        | 480 Nm                        | 480 Nm                        | 510 Nm                        |
| Verdichtung                       | 10,5 : 1                      | 10,5 : 1                      | 10,5 : 1                      |                               |                               |                               |
| Beschleunigung, 0–100 km/h        | 6,5 s [6,9 s]                 | 6,3 s [6,7 s]                 | 5,9 s [6,2 s]                 | 5,9 s [6,2 s]                 | 5,5 s [5,6 s]                 | 5,4 s [5,6 s]                 |
| Höchstgeschwindigkeit             | 260 km/h [252 km/h]           | 262 km/h [256 km/h]           | >275 km/h [>268 km/h]         | 279 km/h [269 km/h]           | 279 km/h [269 km/h]           | 284 km/h [273 km/h]           |
| Kraftstoffverbrauch               | 7,8–14,6 l/100 km             | 7,5–14,8 l/100 km             | 9,5–21,7 l/100 km             | 9,2–19,4 l/100 km             | 9,2–19,4 l/100 km             | 8,7–19,7 l/100 km             |
| Kraftstoffverbrauch, Durchschnitt | 10,2 l/100 km [10,3 l/100 km] | 10,2 l/100 km [10,3 l/100 km] | 13,4 l/100 km [14,7 l/100 km] | 12,6 l/100 km [13,4 l/100 km] | 12,6 l/100 km [13,4 l/100 km] | 12,7 l/100 km [12,9 l/100 km] |
| Kraftstoffsorte                   | Super Plus (98 ROZ)           | Super Plus (98 ROZ)           | Super Plus (98 ROZ)           | Super Plus (98 ROZ)           | Super Plus (98 ROZ)           | Super Plus (98 ROZ)           |
| Leergewicht                       | 1530–1620 kg                  | 1690 kg                       | 1770 kg                       |                               |                               |                               |

- Werte in [ ]: Touring-Modelle